# Chhota Sinchula
Chhota Sinchula (o Tchinchula) és una serralada que té el seu punt més alt al pic Sinchula, situada al districte de Jalpaiguri a Bengala Occidental (a la part nord de l'estat). Separa territori indi del Bhutan. El pic té una altura de 1.765 metres.